# Miomantis caffra
Miomantis caffra — вид богомолів родини Miomantidae, представник роду Miomantis, що мешкає в Південній Африці, а також поширився до Нової Зеландії, Австралії та виявлений на південному заході Європи.

## Опис
Середнього розміру богомоли з тілом від зеленого до світлобурого забарвлення. Передньоспинка довга й тендітна. На внутрішній поверхні тазиків передніх ніг 4-6 темних плям. На передніх стегнах 2 невеликих темних відмітини. Крила самиць укорочені, вони нездатні до польоту.

## Спосіб життя
У цих богомолів розвинений статевий канібалізм. Самиці дуже агресивні й часто з'їдають самця ще до запліднення. Самиці цього виду здатні відкладати партеногенетичні яйця, з яких личинки розвиваються без запліднення.
Оотека широка, з гладенькими краями, закругленим переднім краєм та витягнутим у руків'я заднім, світлобрунатна. Личинки виходять з оотеки протягом 2-3 тижнів. Вони сіробурого кольору, з поперечними смугами на ногах, черевце задране догори. Личинки старшого віку блідозелені або солом'янобурі, іноді з поздовжніми смугами на тілі.

## Поширення
Miomantis caffra походить з Південної Африки. 1978 року завезений до Нової Зеландії, де витісняє єдиний вид місцевого богомола Orthodera novaezealandiae. У 2014 році виявлений у Португалії поблизу Лісабону. У 2022 році також описаний як стабільно поширений вид у Австралії